# 雷丽娜
雷丽娜 OAM（1988年2月19日—），甘肃兰州人，是澳大利亚华裔女子乒乓球运动员，下肢不等长的残障人士（腿长差6厘米）。2004年雅典残奥会以来，雷丽娜共参加六次残奥会，累计获得7金4银1铜。

## 生平
雷丽娜1988年出生于兰州，先天因髌骨缺失造成下肢不等长。受父亲影响，她七岁（一说八岁）时接触乒乓球。2004年雅典残奥会，雷在女单C9级比赛中不敌同队的刘美丽，屈居亚军；而在团体C6-10级比赛中，她与黎玉强等三人夺金。2008年残奥会，雷获得女单和团体项目双料金牌。
2010年，雷丽娜入读南京信息工程大学，续练乒乓球。2011于世锦赛获得伦敦残奥会参赛资格。次年9月3日，她在女单C9级比赛击溃内斯利汉·卡瓦什，蝉联女单冠军。在团体赛中，她再有金牌入账。2016年里约残奥会，她获得两枚银牌。
因生活原因，雷丽娜于2017年移居墨尔本，并注册成为澳大利亚乒乓球组织成员，不久参加2019年国际乒联世界巡回赛澳大利亚公开赛（健全人赛事），以0比4不敌韩国选手申裕斌。2021年，雷代表澳大利亚参加东京残奥会，于女单C9级和女子团体C9-10级比赛分获一金一银。
2022年英联邦运动会，她于女单C6–10级项目获得银牌。2024年巴黎残奥会，她在女双WD20级（同赛选手杨倩）比赛夺得澳大利亚代表团的第二枚金牌，并在女单C9级比赛获得铜牌。

## 所获荣誉
- 2022年 - 澳大利亚残疾人奥林匹克委员会（英语：Paralympics Australia）年度最佳团队［以澳大利亚乒乓球队（C9-10级）成员身份］[23]
- 2022年 – 澳大利亚勋位勋章——因在东京残奥会获得金牌，授予此勋章以示表彰[24]